# Џиџи Хадид
Јелена Нура Хадид (енгл. Jelena Noura Hadid; Лос Анђелес, 23. април 1995) америчка је манекенка. Једна је од најплаћенијих манекенки на свету.

## Биографија
Рођена је 23. априла 1995. у Лос Анђелесу. Отац јој је Палестинац, а мајка Холанђанка. Има млађу сестру Белу и брата Анвара, који су такође манекени. Одрасла је на ранчу у Санта Барбари, након чега се породица преселила на Беверли Хилс. Изјавила је да је надимак „Џиџи” имала од детињства, али и како би избела мешање с девојком која се звала „Хелена” у школи.
Годину 2013. завршила је средњу школу у Малибуу, где је била капитенка одбојкашког тима, уз велику љубав према јахању. Након средње школе, преселила се у Њујорк да би студирала криминалистичку психологију. Обуставила је студије како би се усредсредила на каријеру манекенке.

## Каријера

### 1997—2012: Рани посао
Још са две године почела се бавити модом. Почела је моделинг са Baby Guees компанијом пре поласка у школу. У моду се враћа тек 2011. године.

### 2013—2014: Професионални успон у Њујорку
Након доласка у Њујорк потписује уговор са IMG Models компанијом. Била је на насловној страни Galore магазина 2014. године.

### 2015—2016: Модел године
Од 2015. године њена каријера је у константном успону. У децембру 2015. године први пут је прошетала пистом Victoria's Secret Fashion Show.
Постала је заштитно лице Tommy Hilfiger компаније, те Reebok компаније.

## Приватни живот
Она је 2014. године изјавила да јој дијагностикована болест Хашимотов тиреоидитис.
Од 2015. године је у вези са енглеским певачем Зејном Маликом. Џиџи и Зејн су у септембру 2020. године добили ћерку. Од 2023. у вези је с америчким глумцем Бредлијем Купером.